# Serves-sur-Rhône
Serves-sur-Rhône is een gemeente in het Franse departement Drôme (regio Auvergne-Rhône-Alpes) en telt 584 inwoners (2004). De plaats maakt deel uit van het arrondissement Valence.

## Geografie
De oppervlakte van Serves-sur-Rhône bedraagt 6,5 km², de bevolkingsdichtheid is 89,8 inwoners per km².

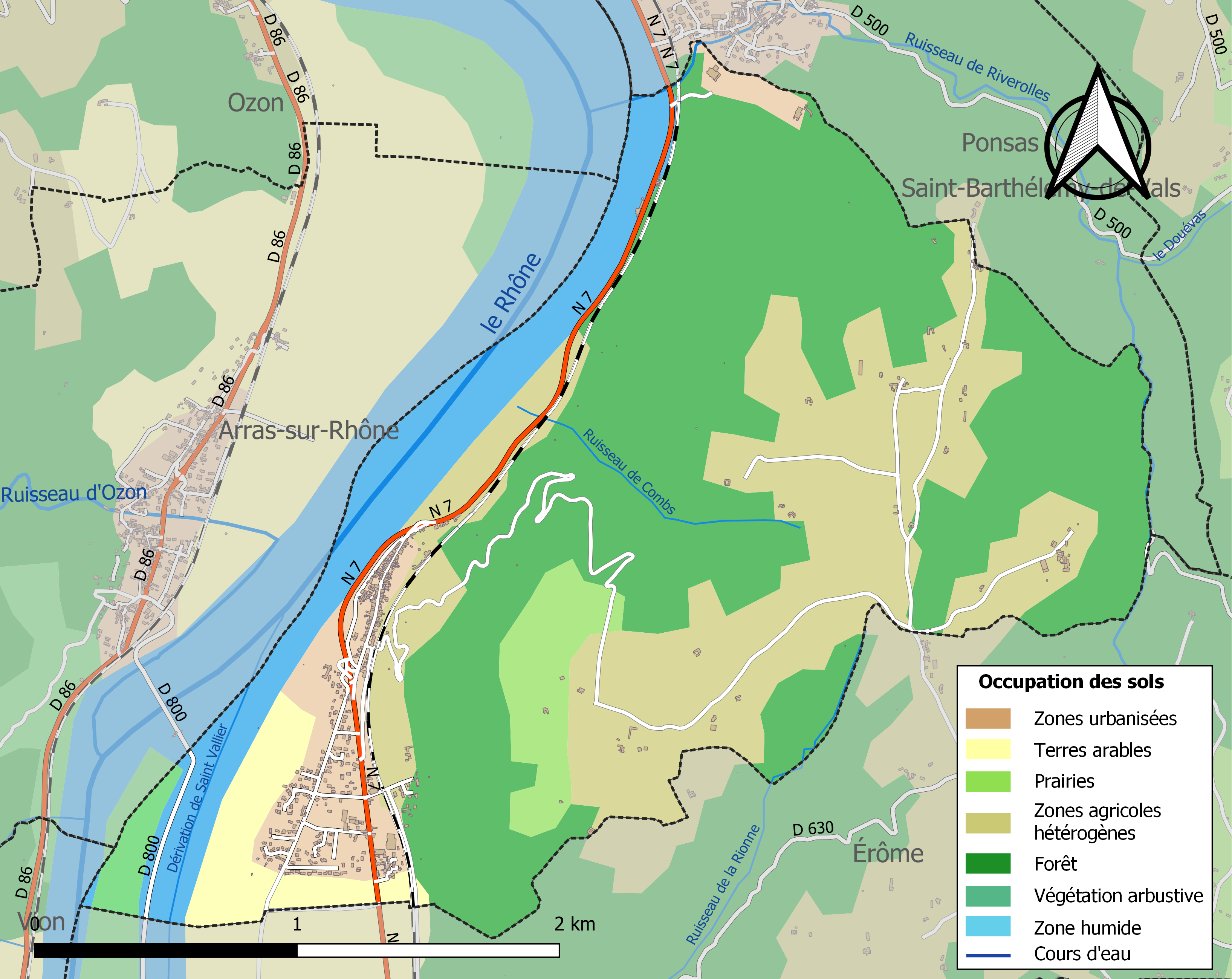
Kaart van de gemeente met belangrijkste infrastructuur, bodemgebruik en omliggende gemeenten

## Demografie
Onderstaande figuur toont het verloop van het inwonertal (bron: INSEE-tellingen).